# Transports dans l'Orne
Les infrastructures de transport du département français de l'Orne sont dans l'ensemble peu développées, le département ne comptant ni aéroport, ni voie navigable, ni voie ferrée électrifiée (sauf sur quelques kilomètres à l'extrémité sud-est). Parmi les cinq communes les plus peuplées du département (Alençon, Flers, Argentan, L'Aigle et La Ferté Macé), seules deux sont à proximité d'une autoroute et quatre possèdent une gare ferroviaire.

## Transport routier

Réseau routier de l'Orne en 2008.

### Infrastructures routières
L'Orne n'a ouvert sa première autoroute qu'en 2005, et l'autoroute doublant la N 12 (Paris-Rennes-Brest) ne passe pas dans l'Orne (par Alençon) bien que ce soit plus direct, mais par Le Mans.
Les principaux axes routiers et autoroutiers du département sont l'autoroute A28, l'autoroute A88 et la route nationale 12 :
- L'autoroute A28 est ouverte depuis fin 2005. Avec des sorties à Alençon, Sées et Gacé, elle assure la continuité du réseau autoroutier entre Rouen et Le Mans (axe Calais-Bayonne), et fait partie du Grand contournement de Paris.
- L'autoroute A88 entre Sées et Caen. Elle constitue la continuité du réseau autoroutier entre les villes du Mans, d'Alençon et de Caen, via Sées, Argentan et Falaise.
- La route nationale 12 traverse l'Orne entre Saint-Maurice-lès-Charencey et Lalacelle. Elle passe par Tourouvre, Mortagne-au-Perche, Le Mêle-sur-Sarthe et Alençon. Cette route est à 2×2 voies au niveau du contournement de Tourouvre et entre Mortagne-au-Perche  et Alençon.

Des projets de mises à 2×2 voies des routes : Flers—Argentan, Flers—Caen via Condé-sur-Noireau (Calvados), Gacé—Sainte-Gauburge-Sainte-Colombe sont à l'étude.
En 2009 le département de l'Orne comptait 12 060 km de routes (hors chemin ruraux) dont 75 km d'autoroutes, 40,4 km de routes nationales 2X2 voies, 40,5 km de routes nationales 2 voies, 5 824 km de routes départementales et 6 080 hm de voies communales.

### Transport collectif de voyageurs
Le réseau de transport interurbain du département, anciennement géré par le conseil général de l'Orne sous le nom Cap'Orne, est intégré depuis 2020 au réseau régional Nomad. Il compte 23 lignes.
En 2007, le réseau Cap'Orne permettait grâce à ses 250 autocars de transporter chaque année 1,7 million de voyageurs répartis dans 252 communes.

### Covoiturage et autopartage
Le conseil général de l'Orne a mis en place un site internet pour le covoiturage dans le département.

## Transport ferroviaire

### Historique

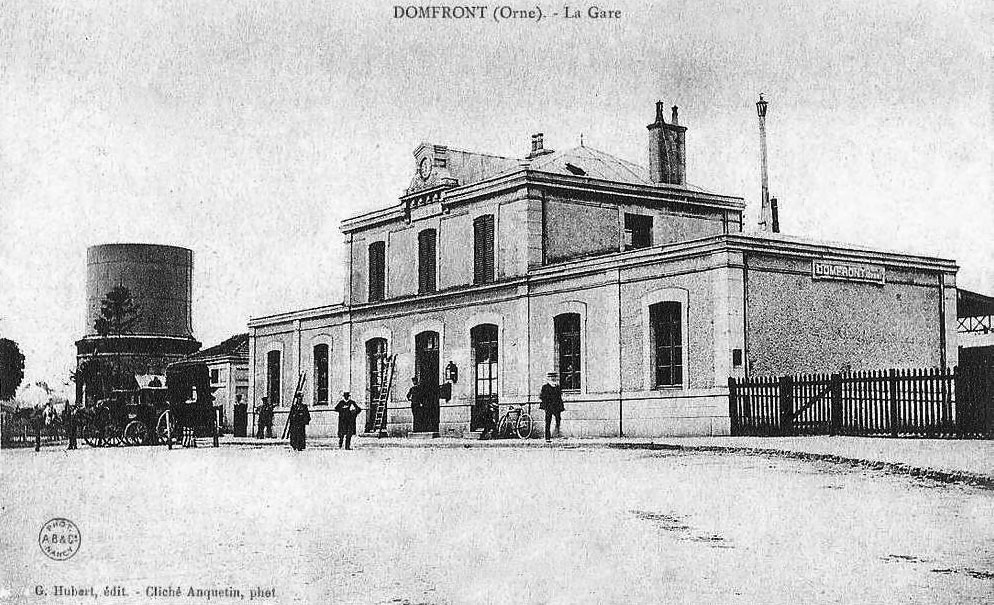
La gare de Domfront (Orne) dans les années 1900.

Le chemin de fer est apparu dans le département en 1856 avec l'ouverture de la ligne du Mans à Alençon, prolongée en 1858 à Argentan puis l'année suivante jusqu'à Caen. Le réseau d’intérêt général du département a principalement été développé par la Compagnie des chemins de fer de l'Ouest. À la fin du XIXe siècle, le chemin de fer d’intérêt général atteignait la plupart des villes et bourgs du département, et certaines agglomérations comme L'Aigle, Alençon, Domfront, Mortagne-au-Perche ou Sainte-Gauburge-Sainte-Colombe constituaient de vrais nœuds ferroviaires à quatre ou cinq branches. Ces lignes, établies dans un département peu peuplé et peu industrialisé, ont fermé massivement dans l’Entre-deux-guerres puis pendant les Trente Glorieuses.
Fort de ce réseau d'intérêt général dense, l'Orne n'a que peu développé ses chemins de fer d’intérêt local. A la ligne de Montsecret - Vassy aux Maures, rare exemple d'une voie ferrée d'intérêt local construite à l'écartement standard, ouverte en 1883, s'ajoutera tardivement (1913) les quelques lignes à écartement métrique de la société des Voies ferrées économiques de l'Orne. Ce réseau a  disparu précocement, aucun train de voyageurs ne circulant plus sur les lignes d'intérêt local du département dès la fin des années 1930.
|                                             |
| Le réseau ferroviaire à son apogée en 1930. |

|                                     |
| Le réseau ferroviaire de nos jours. |

|                                                    |
| Carte animée de l’évolution du réseau ferroviaire. |

### Situation actuelle

Réseau ferré actuel de l'Orne

Les axes Paris-Granville (formé de la ligne de Saint-Cyr à Surdon, d'une quinzaine de kilomètres de la ligne du Mans à Mézidon et de la ligne d'Argentan à Granville) et Caen-Tours (qui utilise dans le département la ligne du Mans à Mézidon) sont les deux principaux axes ferroviaires du département. Le premier dessert L'Aigle, Argentan et Flers ; le second Argentan et Alençon. Ces deux axes non-électrifiés ont un tronçon commun entre Argentan et Surdon.
Ce réseau étant assez réduit, une ligne SNCF par autocar assure le raccordement de la ligne Paris-Granville aux villes de La Ferté-Macé et de Bagnoles-de-l'Orne, et de fréquents autocars Nomad (voir ci-dessus) relient Mortagne-au-Perche au réseau ferroviaire.
La ligne Paris-Brest traverse l'Orne sur une dizaine de kilomètres avec trois haltes ferroviaires intégrées au réseau TER Centre-Val de Loire (Rémi).
Le département est desservi exclusivement par des trains régionaux, principalement du réseau TER Normandie (Nomad). Aucun TGV ou Intercités ne dessert le département. Les Alençonnais peuvent se rendre à Paris par TGV via la gare du Mans puisque la liaison Alençon-Le Mans est relativement rapide.

## Transport aérien
Aucune ligne aérienne régulière ne dessert le département. L'Orne compte six aérodromes, principalement dédiés à l'aviation de loisirs, de tourisme et d'affaires :
- Aérodrome de L'Aigle - Saint-Michel
- Aérodrome d'Alençon - Valframbert
- Aérodrome d'Argentan
- Aérodrome de Bagnoles-de-l'Orne - Couterne
- Aérodrome de Flers - Saint-Paul
- Aérodrome de Mortagne-au-Perche

## Transports en commun urbains et périurbains
La Communauté urbaine d'Alençon, Flers Agglo, Argentan Intercom (qui a repris cette compétence en 2021 à la commune d'Argentan et la commune de Bagnoles de l'Orne Normandie sont autorités organisatrices de la mobilité sur leur territoire et organisent des services de transport dans leur ressort territorial.
Compte tenu de la taille des agglomérations concernées, les réseaux ALTO (Alençon), Némus (Flers), Argentan Intercom Mobilité (Argentan) et Bagnoles by Bus (Bagnoles-de-l'Orne) se limitent à quelques lignes de bus, régulières ou à la demande.

## Modes actifs
Le département de l'Orne compte 2 voies vertes aménagées sur d'anciennes voies ferrées et qui s'intègrent à des véloroutes dont la Véloscénie, la Vélo Francette et la Vélobuissonnière :
- Alençon - Condé-sur-Huisne inaugurée en juin 2010. Cette voie verte aménagée sur l'ancienne ligne Alençon - Condé-sur-Huisne fait 67 km et traverse les parcs naturels régionaux du Perche et de Normandie-Maine. Elle comporte 42 km accessibles aux cavaliers et des aires de repos aménagées tous les 5 kilomètres.
- La Selle la Forge (périphérie de Flers) - Saint-Roch-sur-Egrenne aménagée en 2004. Cette portion de 30 km se prolonge vers la baie du Mont-Saint-Michel à l'Ouest et vers la côte Normande (Caen, Cabourg) au Nord. Elle traverse un paysage bocager et permet de découvrir la tradition minière (du XVIe s. à 1970), la cité médiévale de Domfront et la vallée de la Varenne.